# 壯體雙冠麗魚
壯體雙冠麗魚，為輻鰭魚綱鱸形目隆頭魚亞目慈鯛科的其中一種，分布於中美洲哥斯大黎加至巴拿馬太平洋岸的淡水流域，體長可達13公分，棲息在沙石底質河川中底層水域，屬肉食性，以水生昆蟲等為食，生活習性不明，可做為觀賞魚。

## 擴展閱讀
維基物種上的相關：壯體雙冠麗魚